# Theo Memmel
Albin Theo Memmel (né le 24 décembre 1891 à Schweinfurt, mort le 10 septembre 1973 à Wurtzbourg) est bourgmestre de Wurtzbourg pendant la période du national-socialisme.

## Biographie
Theo Memmel obtient son abitur en 1911 et étudie à l'Université de Würzburg en vue d'être enseignant des langues anciennes, de l'histoire et de l'allemand. En 1912, il est membre de la Studentenverbindung Adelphia zu Würzburg. Le 8 août 1914, il se porte volontaire pour le 2e régiment d'artillerie de l'armée bavaroise à Wurtzbourg, est sous-officier en novembre 1915 et, le 8 mai 1917, officier avec le grade de lieutenant de réserve. En avril 1919, il est présent dans les combats de rue lors de la république des conseils de Wurtzbourg. En octobre 1919, il poursuit ses études à Würzburg, où il passe le premier en 1920 et en avril 1921 le deuxième examen d'État en tant que professeur. Il travaille ensuite comme enseignant dans diverses écoles à Ulm jusqu'à ce qu'il déménage en mai 1922 en tant que professeur à temps plein à l'école Sophie pour filles à Würzburg. En 1926, il est admis à la fonction publique. En tant que professeur de lycée, il travaille ensuite au Humanistischen Gymnasium de Weiden et en septembre 1930, il enseigne au Real Gymnasium pour garçons à Würzburg, où il enseigne les sujets historico-philologiques. En janvier 1931, il rejoint le Parti national-socialiste des travailleurs allemands et, en septembre suivant, est secrétaire de section à Würzburg-Stadt, en 1932,  adjoint. En janvier 1933, il est nommé successeur de Hermann Griebl par le Gauleiter Otto Hellmuth en tant que secrétaire de district.
Après la démission forcée du bourgmestre Hans Löffler, le 23 mars 1933, Memmel est nommé bourgmestre par intérim le 24 mars et élu bourgmestre le 27 avril. À compter du 1er mai 1933, son prédécesseur est mis en retraite officielle.  Les premiers actes officiels de Theo Memmel en tant que bourgmestre sont la création d'un département culturel et la promotion des mesures de rénovation et de construction (notamment débutée en février 1934 et achevée en décembre 1937 le nouveau port) et la préservation des monuments, l'augmentation du nom des rues de Würzburg au sens national-socialiste. Dans ses mesures de construction, qui comprennent non seulement le logement social, mais aussi la rénovation de la forteresse de Marienberg, Memmel est soutenu par le ministre-président de Bavière Ludwig Siebert.
Le 20 juin 1933, Memmel informe le conseil municipal d'un décret ministériel, selon lequel les conseils municipaux sociaux-démocrates doivent être tenus à l'écart, puisque le Gouvernement du Reich social-démocrate a déplacé son siège à Prague. Les cinq conseillers sociaux-démocrates sont remplacés par des nationaux-socialistes, à l'instar des neuf conseillers du parti populaire bavarois qui sont bientôt contraints de démissionner. De nouvelles règles de procédure pour le conseil municipal sont posées par Memmel en octobre 1934 et en mai 1935. Sa double fonction de bourgmestre et de secrétaire de district est résiliée en mai 1935 par Hellmuth qui nomme à sa place comme secrétaire Karl Clement.
À l'initiative de Memmel, un institut de formation des enseignants est créé à Würzburg, dont les cours ont lieu dans un nouvel immeuble de la Luxburgstrasse, ouvert le 3 novembre 1936 et dont les étudiants sont hébergés dans l'ancien séminaire de Wittelsbacherplatz. En outre, une université populaire est ouverte et porte le nom de Rudolf Berthold.
Après l'expiration de son mandat, le 30 avril 1943, Memmel est nommé par amendement bourgmestre à vie. Le 6 mars, il reçoit sur la suggestion de Hellmuth la croix du Mérite de guerre de première classe sans glaives.
Au petit matin du 3 avril 1945 (le lendemain de l'entrée des Américains sur les rives du Main, en contrebas de la forteresse de Marienberg), Memmel prononce la dissolution de la ville de Wurtzbourg jusqu'à nouvel ordre et que toute personne collaborant avec l'ennemi sera fusillée. Contrairement au Gauleiter Otto Hellmuth, qui fuit vers Nuremberg avant la capitulation, le bourgmestre Memmel reste à Wurtzbourg et se bat dans la nuit du 5 avril dans l'un des trois Volkssturm Stoßtrupps dans la Randersackerer Straße et le cimetière jusqu'à la capitulation avec l'armée américaine.
Le 4 avril 1945, les Américains marchent dans Wurtzbourg. Gustav Pinkenburg est nommé bourgmestre intérimaire par le gouvernement militaire américain le 6 avril.
En janvier 1948, Théo Memmel est d'abord condamné à cinq ans dans un camp de travail dans le cadre de la dénazification et perd le droit légal à une pension d'enseignement, mais en août 1949, les faits pour lequel il est accusé sont minorés et devant la cour d'appel le 25 août 1950, il est condamné simplement pour son appartenance au parti nazi à une amende de 500 marks et un an de probation.